# Medaliści mistrzostw Polski seniorów w chodzie na 10 kilometrów
Medaliści mistrzostw Polski seniorów w chodzie na 10 kilometrów – zdobywcy medali seniorskich mistrzostw Polski w konkurencji chodu na 10 kilometrów.
Po raz pierwszy mistrzostwa Polski w chodzie na 10 km mężczyzn rozegrano w Warszawie w 1923 roku. Rozegrano je jeszcze 5 razy – w 1938, 1946, 1954, 1955 i 1959. Od 2017 rozgrywa się mistrzostwa Polski w chodzie na 10 000 m na stadionie lekkoatletycznym.

## Medaliści
| Mistrzostwa   | 1. miejsce                          | Rezultat | 2. miejsce                       | Rezultat | 3. miejsce                       | Rezultat |
| Warszawa 1923 | Zygmunt Zajączkowski Orkan Warszawa | 53:35,8  | Zygmunt Suchcicki AZS Warszawa   | 54:42,0  | Zdzisław Karczewski AZS Warszawa | 55:38,0  |
| Poznań 1938   | Brunon Czech Strzelec Katowice      | 53:17,8  | Wacław Piaskowski HCP Poznań     | 64:02,0  | [ b ]                            |          |
| Kraków 1946   | Janusz Korosadowicz Wisła Kraków    | 60:03,4  | Stanisław Niemczyk HKS Kraków    | 63:23,6  | Jerzy Moroz Cracovia Kraków      | 64:13,6  |
| Warszawa 1954 | Jerzy Hausleber AZS Gdańsk          | 48:39,6  | Bogusław Nowacki Zryw Katowice   | 49:36,0  | Władysław Bossak AZS Warszawa    | 49:44,0  |
| Łódź 1955     | Jerzy Hausleber AZS Gdańsk          | 46:33,0  | Franciszek Szyszka AZS Gdańsk    | 47:47,2  | Bogusław Nowacki Zryw Katowice   | 49:08,6  |
| Gdańsk 1959   | Franciszek Szyszka Lechia Gdańsk    | 49:52,8  | Wiesław Sarnecki Konradia Gdańsk | 53:23,0  | Jan Nowak Pogoń Szczecin         | 54:04,0  |

## Klasyfikacja medalowa
W historii mistrzostw Polski seniorów na podium tej imprezy stanęło w sumie 14 chodziarzy. Najwięcej złotych medali zdobył Jerzy Hausleber.
| Lp. | Zawodnik             | Złoto | Srebro | Brąz | Razem |
| 1.  | Jerzy Hausleber      | 2     | 0      | 0    | 2     |
| 2.  | Franciszek Szyszka   | 1     | 1      | 0    | 2     |
| 3.  | Zygmunt Zajączkowski | 1     | 0      | 0    | 1     |
| 4.  | Brunon Czech         | 1     | 0      | 0    | 1     |
| 4.  | Janusz Korosadowicz  | 1     | 0      | 0    | 1     |
| 6.  | Bogusław Nowacki     | 0     | 2      | 1    | 3     |
| 7.  | Stanisław Niemczyk   | 0     | 1      | 0    | 1     |
| 7.  | Wacław Piaskowski    | 0     | 1      | 0    | 1     |
| 7.  | Wiesław Sarnecki     | 0     | 1      | 0    | 1     |
| 7.  | Zygmunt Suchcicki    | 0     | 1      | 0    | 1     |
| 11. | Władysław Bossak     | 0     | 0      | 1    | 1     |
| 11. | Zdzisław Karczewski  | 0     | 0      | 1    | 1     |
| 11. | Jerzy Moroz          | 0     | 0      | 1    | 1     |
| 11. | Jan Nowak            | 0     | 0      | 1    | 1     |